# Ryan Lee
Ryan Scott Lee (n. 4 de octubre de 1996) es un actor estadounidense. Lee es conocido por su actuación como Cary en Super 8. También como el protagonista del videoclip de la canción «Titanium», de David Guetta con Sia. Trabajó en la película "this is 40" la cual se estrenó el 20 de diciembre de 2011.
También ha aparecido en series como “The hauting hour“, “Workaholics“, entre otras, haciendo de un personaje secundario.
Ha aparecido en películas como: “Shorts“, “Titans“, “Super 8“, “This is 40“, “Grass stains“, “White Rabbit“, entre otras.

## Filmografía

### Cine
| Año  | Título                                            | Personaje                      |
| ---- | ------------------------------------------------- | ------------------------------ |
| 2008 | Deadland Dreaming                                 | Niño de la fuente              |
| 2008 | Kings of the Evening                              | Beggar                         |
| 2008 | A Birthday Story                                  | Ralph                          |
| 2008 | Color by Number                                   | Adam                           |
| 2009 | La piedra mágica                                  | Compañero de clase/niño vecino |
| 2009 | Weight of the World                               | Francis                        |
| 2010 | Titans                                            | Volodia                        |
| 2011 | The Legend of Hell's Gate: An American Conspiracy | Jeral Floyd                    |
| 2011 | Super 8                                           | Cary McCarthy                  |
| 2012 | Bienvenido a los 40                               | Joseph                         |
| 2013 | White Rabbit                                      | Steve                          |
| 2014 | A Merry Friggin' Christmas                        | Rance                          |
| 2015 | Escalofríos                                       | Champ                          |
| 2015 | Grass Stains                                      |                                |
| 2021 | Black Friday                                      | Chris                          |

### Televisión
| Año       | Título                         | Personaje       | Notes                                |
| --------- | ------------------------------ | --------------- | ------------------------------------ |
| 2006      | Friday Night Lights            | Jake Dunn       | Episodio: "It's Different for Girls" |
| 2009      | Breaking Bad                   | Neighbor's kid  | Episodio: "Seven Thirty-Seven"       |
| 2010      | My Generation                  | Vincent Barbuso | Episodio: "Home Movies"              |
| 2011      | Make A Wish                    | Braden Anderson |                                      |
| 2012      | Community                      | Joshua          | Episodio: "The First Chang Dynasty"  |
| 2012      | Buena Suerte Charlie           | Logan           | Episodio: "Guys & Dolls"             |
| 2012      | R.L. Stine's The Haunting Hour | Shawn           | Episodio: "My Imaginary Friend"      |
| 2013      | Workaholics                    | Shame           | Episodio: "High Art"                 |
| 2013-2014 | Trophy Wife                    | Warren          | Regular                              |

### Vídeos Musicales
| Año  | Artista      | Canción  | Personaje               |
| ---- | ------------ | -------- | ----------------------- |
| 2011 | David Guetta | Titanium | Protagonista sin nombre |